# Lis

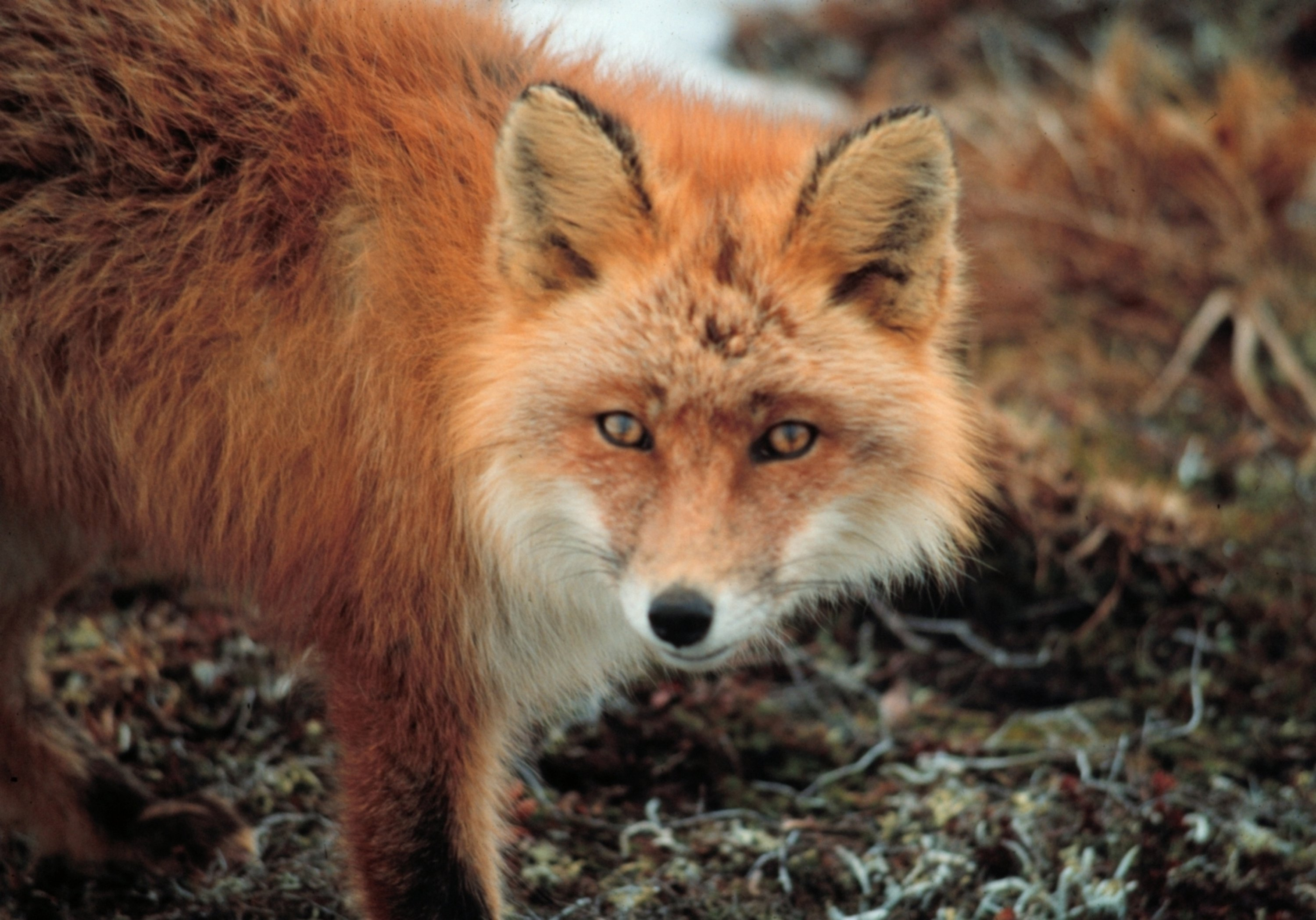
Lis rudy (Vulpes vulpes), nazywany też lisem pospolitym lub lisem

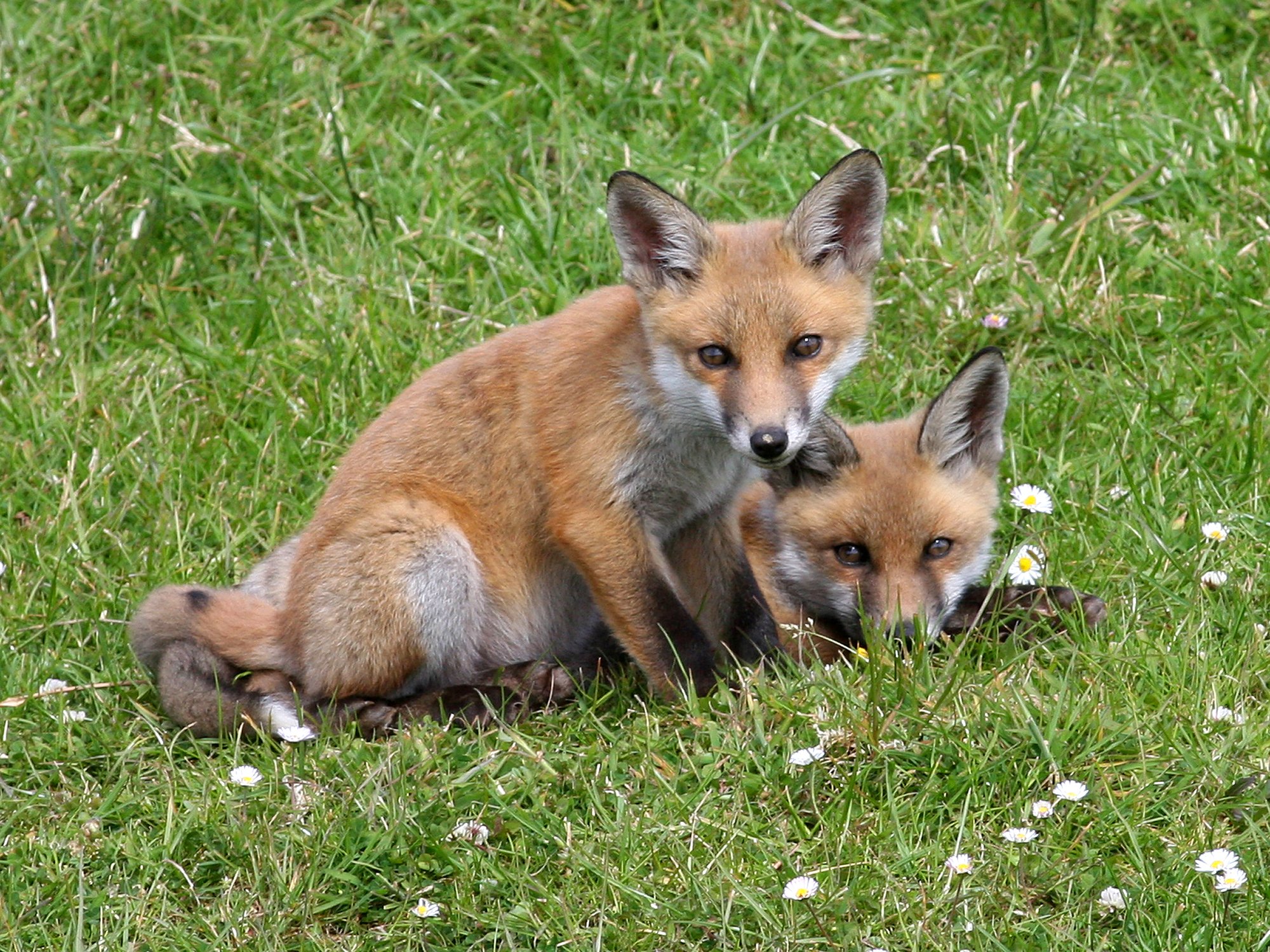
Młode lisy pospolite

Lis – nazwa zwyczajowa oznaczająca drapieżnego ssaka z rodzaju Vulpes, najczęściej stosowana w odniesieniu do gatunku Vulpes vulpes (w języku polskim zwanego lisem pospolitym, lisem rudym lub po prostu lisem), a także przedstawicieli innych gatunków, podobnych do lisa, a zaliczanych do rodzajów: Alopex, Dusicyon i Urocyon.
W klasyfikacji biologicznej nazwą lisy określane jest plemię Vulpini w rodzinie psowatych.
Lisie futro było i jest cenione ze względu na puszysty włos i kolor – w zależności od gatunku: od śnieżnobiałego, srebrzystego poprzez jasnorudy aż do czarnego.

## Lis w literaturze
Lis często symbolizuje spryt czy przebiegłość, ale także złodziejstwo, fałsz i obłudę. Występuje w licznych bajkach (Ezop, Krasicki, Mickiewicz, Collodi) i podaniach, przysłowiach i filmach, a także w kartach Lenormand (karta 14).
Lis pojawia się np. w traktacie Książę Niccolò Machiavellego w rozdziale XVIII Jak książęta powinni dotrzymywać słowa. W połączeniu z postacią lwa, stanowi element rozbudowanej porady, w jaki sposób władca powinien modelować swoje zachowanie w kontekście składania oraz dotrzymywania obietnic, jak również potencjalnego ich łamania i legitymizowania takiej decyzji.